# Guatteria metensis
Guatteria metensis är en kirimojaväxtart som beskrevs av Robert Elias Fries. Guatteria metensis ingår i släktet Guatteria och familjen kirimojaväxter. Inga underarter finns listade i Catalogue of Life.